# Universitat Bolivariana de Veneçuela

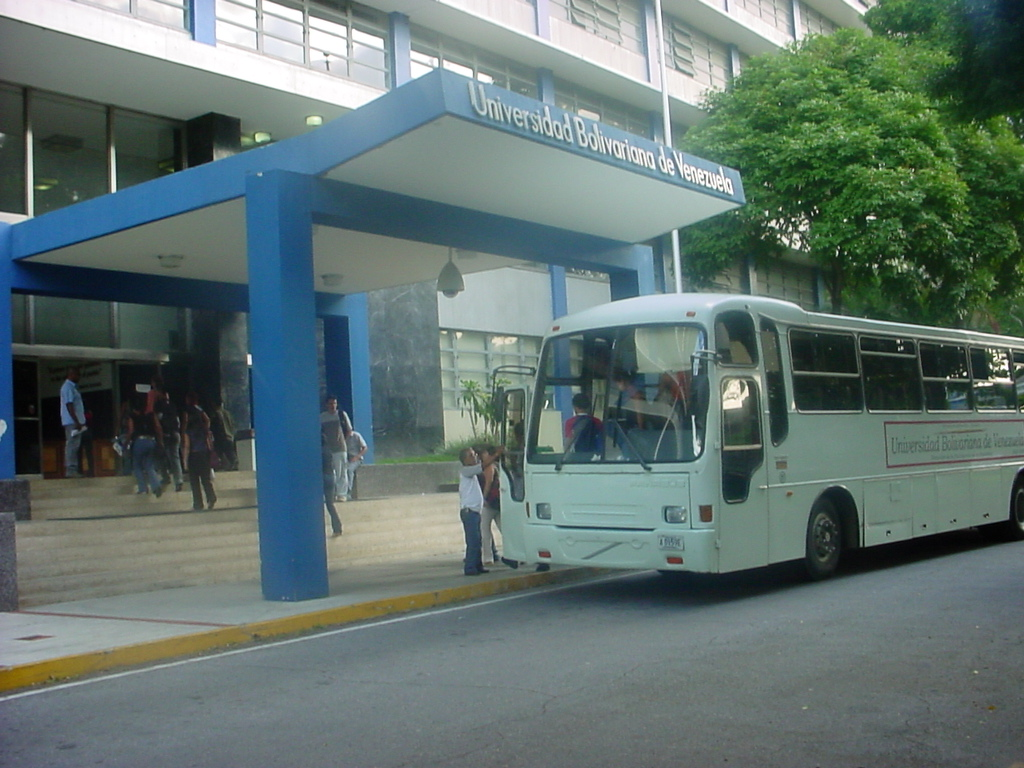
Campus principal de la Universitat Bolivariana (Los Chaguaramos, Caracas).

La Universitat Bolivariana de Veneçuela (UBV) (Universidad Bolivariana de Venezuela en castellà) és la Universitat pública de més recent implantació a Veneçuela, creada l'any 2003 pel president de la República, el progressista Hugo Chávez. La UBV va començar a impartir les primeres classes el gener de 2004.

## Titulacions
La UBV, més que carreres en el sentit clàssic del terme, ofereix programes formatius interdisciplinaris. La seva creació té per objectiu, no tant les demandes del mercat laboral privat, sinó la formació dels i les professionals que, segons l'actual govern, requereix el país per avançar en el desenvolupament i satisfer les necessitats socials.
Les titulacions que, fins al moment (febrer de 2006) ofereix són:
- Comunicació Social
- Gestió Social del Desenvolupament Local
- Gestió Ambiental
- Medecina
- Agroecologia
- Informàtica per a la Gestió Social
- Gestió de la Salut Pública
- Estudis Jurídics
- Estudis Polítics i de Govern
- Arquitectura
- Educació

## Serveis
Tots els serveis que ofereix la UBV són gratuïts per als i les estudiants, inclosos els programes de tercer cicle. Entre aquests serveis, a la majoria de seus hi trobem menjadors universitaris, equipaments esportius, clíniques que proporcionen atenció sanitària gratuïta a la comunitat universitària o sales d'ordinadors amb connexió a internet.

## Seus
La UBV está projectada per disposar de campus a les principals regions del país, actualment compta amb seus a: Caracas, Punto Fijo, Maturín, Ciudad Bolívar, Maracaibo i Ciudad Guayana.
El rectorat i la seu principal són a l'edifici de Los Chaguaramos (Caracas), en unes instal·lacions on treballaven centenars de gerents i alts càrrecs de l'empresa estatal Petrolis de Veneçuela fins que el 2003 van ser acomiadats, a causa de les accions de sabotatge dutes a terme durant l'anomenada Aturada Petrolera (segons la versió del govern progressista; com a represàlia política, segons els sectors opositors).
Com a conseqüència d'aquests fets, l'edifici va quedar buit i el govern va acordar destinar-lo a la nova Universitat.

## Ingrés
Un dels objectius de la UBV és proporcionar l'accés a la universitat a estudiants provinents de les classes més desafavorides de la societat. Per aquest motiu la UBV és una de les universitat més implicades en el desenvolupament de la Missió Sucre, a la que cedeix regularment les seves instal·lacions, i la majoria dels i les seves alumnes provenen d'aquest programa d'inclusió social.